# Chalcedon

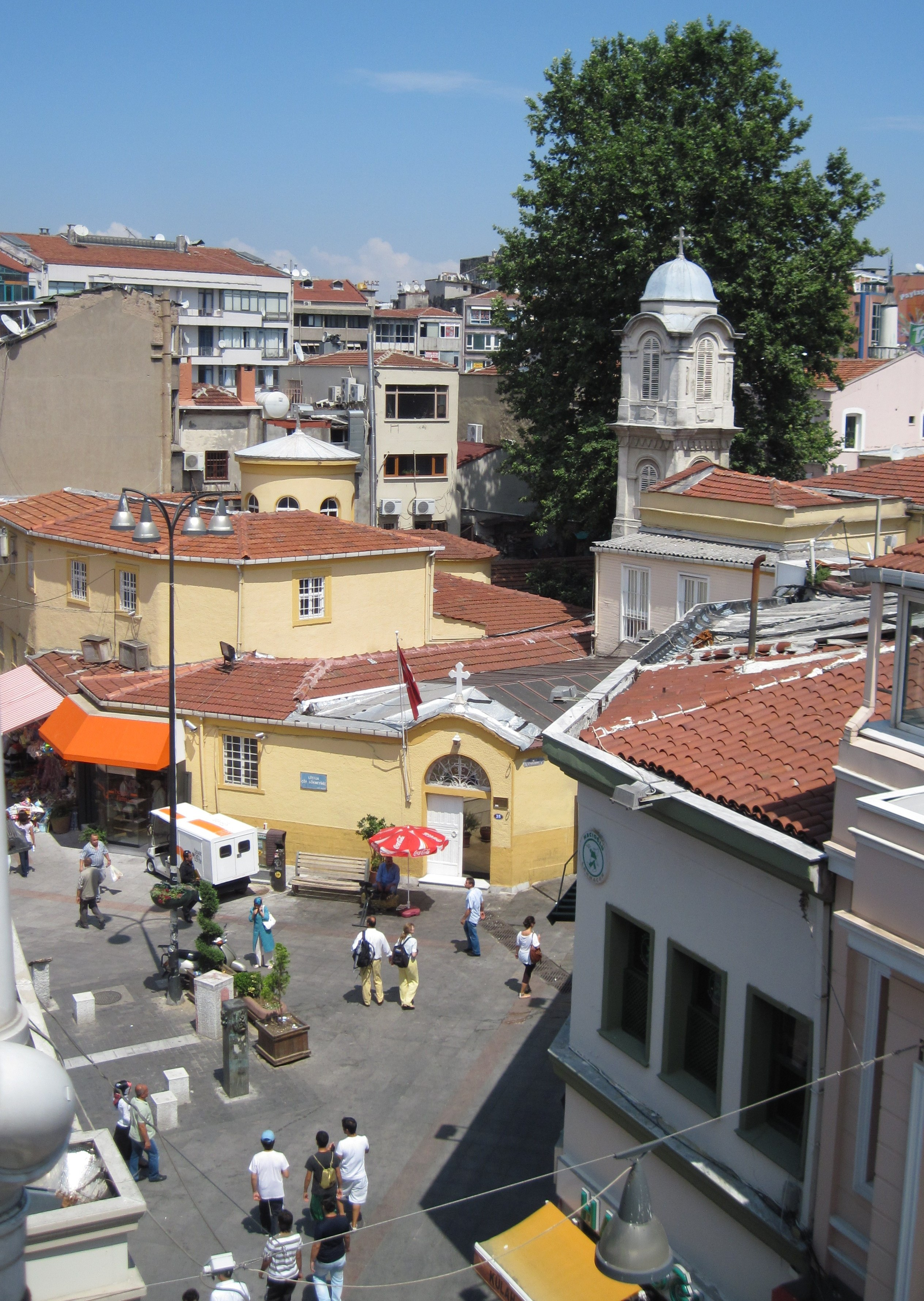
Nhà thờ nhỏ mang tên St Euphemia từng là nhà thờ chính tòa của Chalcedon.

Chalcedon (tiếng Hy Lạp: Χαλκηδών, có lúc dịch là Chalkedon) là một thành thị hàng hải cổ đại ở Bithynia, ở Tiểu Á. Nó nằm hầu như đối diện với Byzantium, phía nam Üsküdar và nay là một quận của Istanbul tên là Kadıköy. Tên của nó bắt nguồn từ tiếng Phoenicia nghĩa là "Thành phố mới".